# دوري الدرجة الأولى الروماني 1999–2000
دوري الدرجة الأولى الروماني 1999–2000 (بالرومانية: Divizia A 1999-2000)‏ هو الموسم 82 من  دوري الدرجة الأولى الروماني. أقيم خلال الفترة 24 يوليو 1999 وحتى 10 مايو 2000، وأشرف على تنظيمه اتحاد رومانيا لكرة القدم، وكان عدد الأندية المشاركة فيه  18، وفاز فيه دينامو بوخارست بعد أن لعب 34 مباراة وفاز بـ 27 منها.

## نتائج الموسم
| المركز | فريق           | لعب | ف  | ت | خ | له | عليه | ف.أ | نقاط | ملاحظة |
| ------ | -------------- | --- | -- | - | - | -- | ---- | --- | ---- | ------ |
| 1      | دينامو بوخارست | 34  | 27 | 3 | 4 | 93 | 40   | +53 |      |        |